# Barão de Rendufe
Barão de Rendufe é um título nobiliárquico criado por D. João VI de Portugal, por Decreto de 25 de Outubro de 1824, em favor de Simão da Silva Ferraz de Lima e Castro, depois 1.º Conde de Rendufe.
Titulares
1. Simão da Silva Ferraz de Lima e Castro, 1.º Barão e 1.º Conde de Rendufe.